# 선다 고속공로
선다 고속공로(沈大高速公路)는 길이 375km로 중화인민공화국 내에서 가장 긴 도로이며, 또한 중국 내 첫 번째 8차선 도로이다. 1990년 완공 시에는 전부 4차선 도로였다. 2002년 확장공사를 시작하여, 2004년 완공하였다. 다롄 시내에서 시내 도로와 직결된다.